# マリー・ジョゼフィーヌ・ド・サヴォワ
マリー・ジョゼフィーヌ・ルイーズ・ド・サヴォワ（仏: Marie Joséphine Louise de Savoie, 1753年9月2日 - 1810年11月13日）は、フランス王ルイ18世の妃である。夫が正式に戴冠する以前に死去したため、正式には王妃になっていない。ルイ18世らの祖父ルイ15世の母であるマリー・アデライード・ド・サヴォワはマリー・ジョゼフィーヌの大伯母にあたる。
イタリア語名はマリーア・ジュゼッピーナ・ルイーザ・ディ・サヴォイア（Maria Giuseppina Luisa di Savoia）。

## 略歴
1753年、サルデーニャ王ヴィットーリオ・アメデーオ3世とスペイン・ブルボン家出身の王妃マリーア・アントーニアの次女としてトリノに生まれた。
1771年4月、同盟国フランスの王弟プロヴァンス伯ルイ・スタニスラスと結婚した。なお1773年に妹マリーア・テレーザが夫の弟アルトワ伯シャルル・フィリップ（のちのシャルル10世）と、1775年に兄カルロ・エマヌエーレ4世が夫の妹クロティルドと結婚している。
当初、夫は兄王ルイ16世と同じく真性包茎のため性的に無関心だったが徐々に自然治癒し、1774年と1781年にマリーは妊娠したもののいずれも流産した。夫は漁色を始め、愛人のバルビ伯爵夫人に熱を上げたためマリーはないがしろにされ、結局夫婦の間に子供はできなかった。
フランス革命のため、夫妻は1791年のヴァレンヌ事件と同じ日にコブレンツへ亡命したが、このとき夫の愛人も同伴であった。その後亡命先を転々とした間に、夫ルイ・スタニスラスは、兄ルイ16世の刑死により摂政に就任し、マリー・アントワネットの次男ルイ・シャルル（ルイ17世）が1795年にタンプル塔で獄死していたことが判明すると、亡命フランス王家は夫の「ルイ18世」としての即位を宣言したため、マリー・ジョゼフィーヌは名目上の王妃となった。
1810年11月、まだ夫が正式に戴冠する前にマリー・ジョゼフィーヌは亡命先イギリスのハートウェル・ハウスで死去した。彼女の遺体は、まずイギリスの王族が眠るウェストミンスター寺院のヘンリー7世礼拝堂に葬られたが、戴冠式を行えなかったことを理由に、フランス王妃として葬ることはできなかった。翌年4月、ルイ18世はマリー・ジョゼフィーヌの遺体をサルデーニャ島に送り、当時サルデーニャ王国の宮廷が置かれたカリャリの大聖堂に葬られるように取りはからった。弟のサルデーニャ王カルロ・フェリーチェはせめてもと、姉の墓碑に「ガリア人の王妃」（ラテン語：Galliarum Regina）と刻ませた。